# Alan Mozo
Alan Mozo, né le 5 avril 1997 à Mexico au Mexique, est un footballeur international mexicain qui évolue au poste d'arrière droit au CD Guadalajara.

## Biographie

### Pumas UNAM
Natif de Mexico, Alan Mozo est formé par l'un des clubs de la capitale du Mexique, le Pumas UNAM, club qu'il supporte depuis son enfance. Il fait ses débuts en professionnel avec ce club le 30 juillet 2015, lors d'un match de coupe du Mexique contre l'Alebrijes de Oaxaca (en). Ce jour-là, il entre en jeu en cours de partie, et son équipe est battue sur le score de deux buts à un. Il joue son premier match de Liga MX le 17 septembre 2017, face au CD Guadalajara (1-1). Le 29 juillet 2018, Mozo inscrit son premier but en professionnel lors d'une rencontre de championnat riche en buts face à Club Necaxa, contre qui Pumas s'impose (5-3).
En mai 2020 il fait partie des joueurs ciblés par le Galatasaray SK, qui souhaite se renforcer à ce poste, mais Mozo reste finalement à Pumas UNAM.

### CD Guadalajara
Lors de l'été en 2022, Alan Mozo rejoint le CD Guadalajara. Le transfert est annoncé le 31 mai 2022 et il signe un contrat courant jusqu'en juin 2025.

### En équipe nationale
Le 3 octobre 2019, Alan Mozo honore sa première sélection avec l'équipe nationale du Mexique face à Trinité-et-Tobago, en match amical. Il est titulaire lors de cette partie, et le Mexique s'impose par deux buts à zéro.
Alors que Mozo fait de la coupe du monde 2022 un objectif et qu'il est considéré par certains comme le meilleur arrière droit de Liga MX, il n'est pourtant pas appelé avec le Mexique par le sélectionneur Gerardo Martino.